# Château d'Örtofta
Le château d'Örtofta est un château suédois du XIVe siècle, situé dans la municipalité d'Eslöv, en  Scanie.

## Source
- (en) Cet article est partiellement ou en totalité issu de l’article de Wikipédia en anglais intitulé « Örtofta Castle » (voir la liste des auteurs).